# Брайтман, Сара
Са́ра Бра́йтман (англ. Sarah Brightman; 14 августа 1960, Бёркамстед, Хартфордшир, Англия) — британская певица (сопрано) и актриса, исполнительница популярной музыки, а также одна из ведущих мировых исполнительниц в жанре классического кроссовера. Артист ЮНЕСКО во имя мира (2012).

## Биография

### Детство и юность
Родилась 14 августа 1960 года в Бёркамстеде — английском городке, расположенном неподалёку от Лондона. Она была старшим ребёнком в семье, где кроме неё было ещё пятеро детей. Её отец, Гренвил Джеффри Брайтман (1934—1992), был застройщиком. Когда Саре исполнилось три года, её мама, Паула Брайтман (в девичестве Холл), увлекавшаяся до замужества балетом и театральной самодеятельностью, устроила девочку в балетную школу Элмхёрст.
С детства Брайтман посещала художественную школу. В три года она посещала уроки балета в школе Элмхёрст и выступала на местных фестивалях. В двенадцатилетнем возрасте она сыграла в театральной постановке под руководством Джона Шлессингера «Я и Альберт» в театре Пикадилли в Лондоне. Сара получила сразу две роли: роль Викки — старшей дочери королевы Виктории — и роль уличной бродяжки. Девочка была в восторге. Этот опыт навсегда привил ей любовь к сцене.

### Начало певческой карьеры
В 14 лет начала петь, в 16 выступила танцовщицей в телесериале «Pan’s People», а в 18 присоединилась к группе «HOT GOSSIP» («Горячая сплетня»), с которой добилась первого успеха: песня «I Lost my Heart to a Starship Trooper» в 1978 году заняла шестое место в «UK Singles Chart».
В том же 1978 году Сара познакомилась со своим первым мужем — Эндрю Грэмом Стюартом, который был менеджером немецкой группы «Tangerine Dream» и был старше её на семь лет (брак длился с 1979 по 1983 год).
Следующие работы группы HOT GOSSIP были менее успешными, и Сара решила попробовать себя в другом амплуа — занялась классическим вокалом, а в 1981 году приняла участие в постановке мюзикла «Кошки» композитора Эндрю Ллойда Уэббера («Новый театр» в Лондоне).
В 1984 году Сара и Эндрю поженились. У обоих это был повторный брак, причём у Эндрю Ллойда Уэббера в предыдущем браке родилось двое детей. Свадьба состоялась 22 марта 1984 года — в день рождения композитора и в день премьеры его нового мюзикла под названием «Звёздный Экспресс».
В 1985 году Сара вместе с Пласидо Доминго выступила в премьере «Реквиема» Ллойда Уэббера, за что была номинирована на музыкальную премию «Грэмми» в категории «Лучший новый классический исполнитель». В том же году исполнила роль Валенсины в «Весёлой вдове» для «New Sadler’s Wells Opera». Специально для Сары Ллойд Уэббер создал роль Кристины в мюзикле «Призрак оперы», премьера которого состоялась в Театре Её Величества в Лондоне в октябре 1986 года. За исполнение этой же роли на Бродвее Сара Брайтман в 1988 году получила номинацию на театральную премию «Drama Desk Award».

### Начало сольной карьеры (1988—1997)
В 1988 году Сара записала альбом «Early one morning», составленный из фольклорных песен, исполнила роль Кэрри в новой записи «Carousel от MCA»; в 1992 сыграла в постановке «Trelawney of the Wells» в Театре комедии. В 1993 году на фестивале в Чичестере — в спектакле «Относительные ценности». Уже после развода с Ллойдом Уэббером в 1990 Сара совершила турне со спектаклем Ллойда Уэббера «Музыка», после чего решила покинуть родину и переехать в США.
В США Сара познакомилась с Франком Петерсоном, сопродюсером первого альбома музыкального проекта Enigma MCMXC a.D. Он стал её продюсером и новым спутником жизни. Вместе они выпустили альбом Dive (1993), а затем поп-рок альбом Fly. Сара продолжила работу и с Ллойдом Уэббером — выпустила альбом его песен под названием Surrender, The unexpected songs.
В 1992 году в дуэте с Хосе Каррерасом исполнила композицию «Amigos para siempre (Friends for Life)» — официальный гимн Олимпийских игр в Барселоне, несколько недель продержавшийся в чартах Великобритании, США, Австралии и Японии. Песню из альбома «Fly» — «A Question of Honour» — Сара исполнила перед началом международного чемпионата по боксу в 1995. «Я тогда была занята своими оперными упражнениями», — рассказывает Сара о создании этой композиции. — «Мой продюсер предложил, чтобы я исполнила кусок из „La wally“, а он сделал что-нибудь вокруг неё». В том же году сыграла роль Салли Дрискол в спектакле «Опасные идеи» и роль Мисс Гидденс в спектакле «Невиновные».
В 1996 году вместе с итальянским тенором Андреа Бочелли записала в Германии сингл «Time To Say Goodbye», который они исполнили на боксёрском матче Генри Маске, завершавшего свою активную спортивную карьеру. Сингл стал «лучшим во все времена» по темпам и объёмам продаж в этой стране. Было продано 5 млн копий сингла. Третий альбом «Timeless», выпущенный под лейблом «East-West» (в США — «Angel Records»), увидел свет в 1997 году и вскоре разошёлся тиражом 3 млн копий. Он получил 21 «золотую» и «платиновую» награды. В США, Канаде, Тайване, Южной Африке, Дании, Швеции и Норвегии альбом стал «платиновым». В отличие от предыдущих альбомов, «Timeless» отличает более классическое звучание. В альбом вошли две песни, записанные в дуэте с аргентинским тенором Хосе Кура: «Just show me how to love you», на которую был снят клип, а также «There for me».

### Дальнейший успех: мировые турне (1998—2005)
Новый альбом Eden был выпущен в 1998 году и сопровождался мировым турне певицы. В 1999 году состоялась премьера её собственного шоу «One Night in Eden». В своём шоу Сара не ограничилась традиционными элементами, так, например, во время исполнении песни «La mer» Сара висит в воздухе за полупрозрачным голубым занавесом, стараясь таким образом создать у зрителя впечатление, что она поёт из моря. Вместе с командой из copoka двух человек Брайтман выступила более чем в 90 концертных залах. Следующий альбом La Luna (2000) стал «золотым» в США ещё до выхода. В альбом вошли известнейшие классические и популярные песни в исполнении певицы.
В том же году выходит сборник «The Very Best Of 1990—2000». С сентября 2000 по май 2001 года Брайтман проводит в мировом турне «La Luna». В нём также принял участие американский певец Джош Гробан. Вместе с ним Сара исполнила композицию «There for me» c альбома Timeless. Концертные выступления Сары Брайтман проходят в самых престижных концертных залах мира — в «Метрополитен-опера» в Нью-Йорке, Концертном зале им. Чайковского в Москве, «Orchard Hall» в Токио.
В 2001 году вышел альбом Classics, в который вошли оперные арии и классические произведения из предыдущих альбомов, а также новые композиции, например «Ave Maria» Шуберта.
Темой следующего альбома Сары «Harem» (2003) стал Восток. Само название может быть переведено как «запретное место».
«Идеи альбома происходят из Индии, Среднего Востока, Северной Африки, Турции» — рассказала Сара в интервью с DVD «Live from Las Vegas». От предыдущих альбомов «Harem» отличает несколько более танцевальное звучание, хотя классические элементы также присутствуют в этом альбоме. Например, в композиции «It’s a beautiful day» Сара исполнила «Un Bel di» Пуччини. Вместе с альбомом вышел сборник клипов «Harem: a Desert Fantasy». В сборник вошли не только клипы из альбома «Harem», но также и новые версии хитов «Anytime, Anywhere» и «Time to Say Goodbye». Как и предыдущие альбомы «Eden» и «La luna», «Harem» сопровождался мировым турне. Танцевальность проекта отразилась на шоу: в нём, по сравнению с предыдущим, задействовано больше танцоров. Сама сцена была сделана в форме полумесяца и исходящей из неё дорожки, которая заканчивалась звездой. Своё шоу Сара на этот раз привезла и в Россию. Концерты состоялись в Москве (15 сентября 2004, с/к Олимпийский) и в Санкт-Петербурге (17 сентября 2004, Ледовый дворец).

### Symphony (2006—2012)
В 2006 году вышел сборник клипов «Diva: the Video Collection» вместе с CD-сборником «Diva: the Singles Collection» и новой версией альбома «Classics».
В 2007 году Сара выступала на различных мероприятиях: на концерте в память Дианы она вместе с Джошем Гробаном исполнила композицию «All I ask of you» из мюзикла Призрак Оперы (1 июля); на Live Earth в Шанхае (7 июля) — оперные арии и хит «Time to say goodbye»; на церемонии открытия атлетических игр IAAF в Осаке (25 августа) — новый сингл «Running». Кроме этого сингла вышло ещё два: дуэт с Крисом Томпсоном «I will be with you (Where the lost ones go)», который стал саундтреком к десятой части Покемонов, и дуэт с испанским контратенором Фернандо Лимой «Pasión», ставший саундтреком к одноимённой мексиканской теленовелле.
Песни Сары становились саундтреками не только к сериалам: композиция «Time to say goodbye» была включена в фильм «Лезвия Славы». А в сентябре Сара начала сниматься в фильме «Рипо! Генетическая опера» в роли Слепой Мег.
В ноябре вышел ещё один дуэт — «Snowbird» с Энн Мюррей, который вошёл в альбом Anne Murray duets: «Friends & Legends».
Сара продолжила участвовать в различных мероприятиях, таких как «Fashion on ice» в «Атлантик-Сити» (17 ноября), на котором она исполняет не только песни из предыдущих альбомов, но и из нового — «Symphony» — саму композицию «Symphony», «Fleurs du mal», «Let it rain». На церемонии вручения наград Bambi Verleihung 2007 Брайтман вместе с Андреа Бочелли исполняет Time to say Goodbye перед Генри Маске. Эту же композицию они исполняют на концерте Бочелли «Vivere: Andrea Bocelli Live in Tuscany», а также композицию «Canto della Terra», которая входит в новый альбом певицы.
Сам альбом вышел 29 января 2008 года в США и 17 марта в Европе. «На протяжении моей карьеры я работала в очень различных музыкальных стилях» — рассказала Сара о своём новом альбоме, — «Это первый альбом, в котором все эти стили соединились для создания разнообразного музыкального пейзажа».
8 августа 2008 года Сара Брайтман вместе с китайским поп-певцом Лиу Хуаном исполнила официальный гимн XXIX Летних Олимпийских игр «Один мир, одна мечта».
Ноябрь становится очень насыщенным для певицы: стартует северо-американское турне Symphony, выходит зимний альбом «A Winter Symphony», а в кинотеатрах начинается показ «Генетической оперы». Тур Symphony, так же, как и альбом, был насыщен дуэтами: в Мексике, где началось турне, с Сарой пели тенор Алессандро Сафина и контратенор Фернандо Лима, в США и Канаде — Марио Франгулис. В самом турне использовалось оборудование, которое раньше не использовалось ни в одном турне: оно создавало голографические декорации.
В 2010 году на XXI Зимних Олимпийских играх в Ванкувере Сара Брайтман исполнила песню «Shall be done». Эта песня и Сара являются элементом соглашения о сотрудничестве Panasonic Corporation и Центра всемирного наследия ЮНЕСКО, которые запустили компанию «The World Heritage Special», транслируемую на канале National Geographic.

### Несостоявшийся полёт в космос и новый альбом

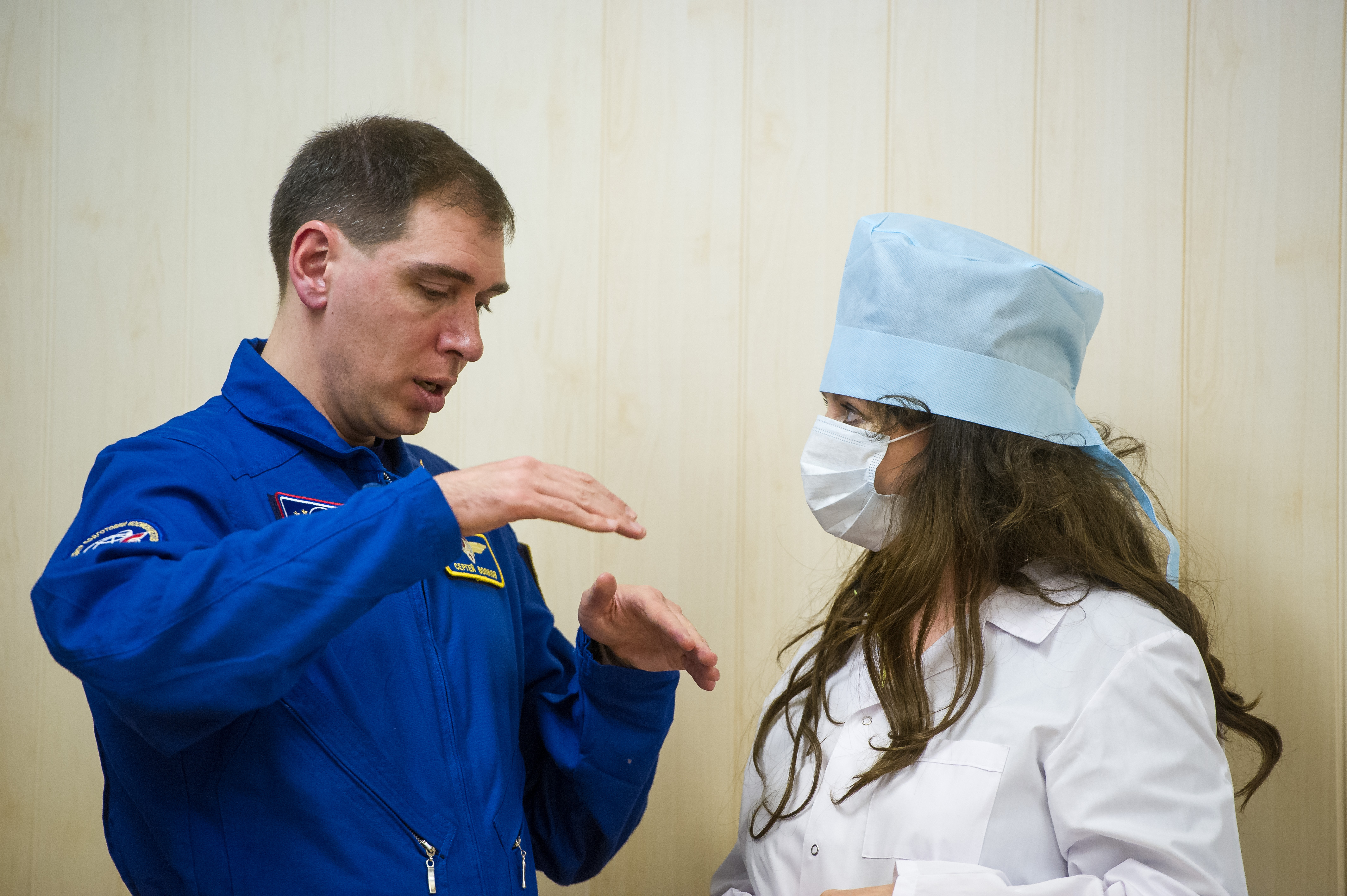
Брайтман и российский космонавт Сергей Волков. 27 марта 2015 года

В августе 2012 года было получено подтверждение, что кандидатура Брайтман, в своё время прославившейся клипом «I Lost My Heart to a Starship Trooper» («Я влюблена в космического десантника»), была одобрена для подготовки к пилотируемому полёту в космос на корабле «Союз» на МКС как космической туристки. Предположительно, полёт должен был состояться осенью 2015 года и продлиться 10 дней. 16 марта 2013 года глава космического агентства Владимир Поповкин сообщил, что полёт может состояться только в случае краткосрочной экспедиции на МКС сроком не более чем на 8 дней. 10 октября 2012 года на пресс-конференции в Москве по поводу начала своей подготовки к полёту она сообщила, что мечта полететь в космос возникла у неё в 1969 году.
В 2013 году прошло её мировое турне в поддержку нового альбома «Dreamchaser» (с англ. — «Ловец Снов»). По окончании тура Брайтман должна была пройти полугодичную подготовку к полёту и приступила к ней весной 2015 года в Центре подготовки космонавтов. Предположительно оценивалось, что её полёт в поддержку образования женщин и борьбы с истощением природных ресурсов обойдется в 51 млн долларов США, а состояние певицы оценивалось всего в 49 млн долларов. 13 мая 2015 года стало известно, что Брайтман отказалась от полёта на МКС по причинам семейного характера.

## Языки
В альбомах Сары присутствуют песни на различных языках, в основном это английский («Dust in the Wind»), родной язык певицы. Сара также исполняет оперные арии на итальянском («Nessun dorma» / ит.: «Никто да не спит…»). В альбомах можно встретить песни на испанском («Hijo de la luna»), французском («Gueri de Toi»), немецком («Schwere Träume»), русском («Здесь хорошо», английское название «How Fair This Place»), латыни («In Paradisum»), хинди («Hamesha» в «Arabian Nights») и японском («Stand Alone» из саундтрека к «A Cloud on the Slope»).

## Дуэты
- Эрик Адамс «Where eagles fly»
- Майкл Болл «Seeing Is Believing» (альбом «Love changes everything»)
- Антонио Бандерас «The Phantom of the Opera»
- Джон Барроумэн «Too Much In Love To Care» (альбом «Love changes everything»)
- Стив Бартон[англ.] «Think of me» (альбом «Love changes everything»)
- Андреа Бочелли «Time to say goodbye», «Canto della Terra» (альбом «Symphony»)
- Хосе Каррерас «Amigos Para Siempre»
- Джеки Чун «There for me» (New Millenium Concert)
- Майкл Кроуфорд «The Phantom of the opera» (альбом «The Andrew Lloyd Webber collection»)
- Хосе Кура «Just show me how to love you», «There for me» (альбом «Timeless»)
- Пласидо Доминго («Requiem» и «Christmas in Vienna (1998)»)
- Мариос Франгулис Carpe Diem (альбом «A Winter Symphony»), (тур «Symphony» в США и Канаде)
- Джон Гилгуд «Gus: the Theatre Cat» (альбом «Surrender», «The Andrew Lloyd Webber collection»)
- Джош Гробан «There for me» (тур La Luna), «All I ask of You» (концерт в честь Дианы)
- Офра Хаза «Mysterious days» (альбом «Harem»)
- Стив Харли «The Phantom Of The Opera» (видеоклип)
- Том Джонс «Something in the air» (альбом «Fly»)
- Пол Майлз-Кингстон[англ.] «Pie Jesu» («Requiem»)
- Анджей Лямперт «I will be with you»
- Фернандо Лима[англ.] «Pasión» (альбом «Symphony»)
- Ричард Маркс «The Last words you said»
- Энн Мюррей «Snowbird» (Anne Murray Duets: Friends & Legends)
- Элейн Пейдж «Memory»
- Клифф Ричард «All I ask of you» (видеоклип), Only you (альбом «Love changes everything»)
- Алессандро Сафина «Sarai Qui» (альбом «Symphony», «Symphony! Live in Vienna», тур «Symphony» в Мексике), «Canto della Terra» («Symphony! Live in Vienna», тур «Symphony» в Мексике), «The Phantom of the opera» (тур «Symphony» в Мексике)
- Казем Аль-Сахер «The War is over» (альбом «Harem»)
- Пол Стэнли «I will be with you» (альбом «Symphony»)
- Крис Томпсон «How can Heaven love me» (альбом «Fly»), «I will be with you» (саундтрек к 10-й части сериала «Покемоны»)
- Сергей Пенкин «I will be with you» (русская версия альбома «Symphony»)

### Участие в проектах
- Gregorian , «Voyage, Voyage», «Don’t give up», «Join Me», «Moment of peace»
- Sash! «The Secret Still Remains»
- Schiller «The Smile» (альбом «Leben»)
- Macbeth «How Can Heaven Love Me»

## Дискография
- Requiem (as Herself), New York and London (1985)

### Мюзиклы
- Кошки (as Jemima), New London Theatre (1981)
- Nightingale (as Nightingale), Buxton Festival and the Lyric, Hammersmith (1982)
- Песня и танец (as Emma) , Palace Theatre in London (1984)
- Призрак Оперы (as Christine Daaé), Her Majesty’s Theatre London (1986)
- Аспекты любви (as Rose Vibert) (1989)
- «Рипо! Генетическая опера» (англ. «Repo! The Genetic Opera») (как Магдален «Слепая Мэг») (2008)

### Альбомы
| Сольные | Переиздания песен Э.-Л. Уэббера |
| --- | --- |
| - The Trees They Grow So High (1988) - The Songs That Got Away (1989) - As I Came Of Age (1990) - Dive (1993) - Fly (1995) - Time to Say Goodbye (1997) - Eden (1998) - La Luna (2000) - Harem (2003) - Symphony (2008)4 - A Winter Symphony (2008) - Dreamchaser (2013) - Hymn (2018) - France (2020) | - Sings the Songs of Andrew Lloyd Webber (1992) - Surrender (1995) - The Andrew Lloyd Webber Collection (1997) - Encore (2001) - Love Changes Everything: The Andrew Lloyd Webber Collection vol.2 (2005) |
| - The Trees They Grow So High (1988) - The Songs That Got Away (1989) - As I Came Of Age (1990) - Dive (1993) - Fly (1995) - Time to Say Goodbye (1997) - Eden (1998) - La Luna (2000) - Harem (2003) - Symphony (2008)4 - A Winter Symphony (2008) - Dreamchaser (2013) - Hymn (2018) - France (2020) | Переиздания лучших песен |
| - The Trees They Grow So High (1988) - The Songs That Got Away (1989) - As I Came Of Age (1990) - Dive (1993) - Fly (1995) - Time to Say Goodbye (1997) - Eden (1998) - La Luna (2000) - Harem (2003) - Symphony (2008)4 - A Winter Symphony (2008) - Dreamchaser (2013) - Hymn (2018) - France (2020) | - The Very Best Of 1990-2000 (2000) - Classics (2001) - Classics - The Best Of Sarah Brightman (2006) - Diva: The Singles Collection (2006) - Amalfi - Sarah Brightman Love Songs (2009)                  |
| - The Trees They Grow So High (1988) - The Songs That Got Away (1989) - As I Came Of Age (1990) - Dive (1993) - Fly (1995) - Time to Say Goodbye (1997) - Eden (1998) - La Luna (2000) - Harem (2003) - Symphony (2008)4 - A Winter Symphony (2008) - Dreamchaser (2013) - Hymn (2018) - France (2020) | Дополнения к основным альбомам |
| - The Trees They Grow So High (1988) - The Songs That Got Away (1989) - As I Came Of Age (1990) - Dive (1993) - Fly (1995) - Time to Say Goodbye (1997) - Eden (1998) - La Luna (2000) - Harem (2003) - Symphony (2008)4 - A Winter Symphony (2008) - Dreamchaser (2013) - Hymn (2018) - France (2020) | - Eden (Limited Millenium Edition) (2000) - Fly 2 (2000) - Harem (Limited Tour Edition) (2004) - Harem (Live from Las Vegas) (2004)                                                                       |

### Синглы
| Год релиза | Название сингла                                                    | Альбом                            |
| ---------- | ------------------------------------------------------------------ | --------------------------------- |
| 1978       | I Lost My Heart to a Starship Trooper                              | -                                 |
| 1979       | The Adventures Of The Love Crusader                                | -                                 |
| 1980       | Love In A Ufo                                                      | -                                 |
| 1981       | My Boyfriend's Back                                                | -                                 |
| 1981       | Not Having That!                                                   | -                                 |
| 1983       | Him                                                                | -                                 |
| 1983       | Rhythm of the Rain                                                 | -                                 |
| 1984       | Unexpected Song                                                    | Song and Dance (мюзикл)           |
| 1985       | Pie Jesu                                                           | Requiem                           |
| 1986       | The Phantom of the Opera                                           | The Phantom of the Opera (мюзикл) |
| 1986       | Music of the Night                                                 | The Phantom of the Opera (мюзикл) |
| 1986       | All I Ask Of You (feat. Cliff Richard)                             | The Phantom of the Opera (мюзикл) |
| 1987       | A Room With A View                                                 | -                                 |
| 1989       | Make Believe                                                       | Grandpa (анимационный фильм)      |
| 1989       | Anything But Lonely                                                | The Songs That Got Away           |
| 1990       | Something to Believe In                                            | As I Came of Age                  |
| 1992       | Amigos Para Siempre                                                | -                                 |
| 1993       | Captain Nemo                                                       | Dive                              |
| 1993       | The Second Element                                                 | Dive                              |
| 1995       | A Question of Honour                                               | Fly                               |
| 1995       | A Question of Honour (remixes)                                     | Fly                               |
| 1995       | How Can Heaven Love Me (feat. Chris Thompson)                      | Fly                               |
| 1995       | Heaven is Here                                                     | Fly                               |
| 1996       | Time To Say Goodbye (feat. Andrea Bocelli)                         | Time To Say Goodbye               |
| 1997       | Just Show Me How To Love You (feat. Jose Cura)                     | Time To Say Goodbye               |
| 1997       | Who Wants to Live Forever                                          | Time To Say Goodbye               |
| 1997       | Who Wants to Live Forever (remixes)                                | Time To Say Goodbye               |
| 1997       | Tu Quieres Volver                                                  | Time To Say Goodbye               |
| 1997       | There for Me                                                       | Time To Say Goodbye               |
| 1998       | Starship Troopers                                                  | -                                 |
| 1998       | Eden                                                               | Eden                              |
| 1999       | Deliver Me                                                         | Eden                              |
| 1999       | The Last Words You Said                                            | Eden                              |
| 1999       | So Many Things                                                     | Eden                              |
| 2000       | Scarborough Fair                                                   | La Luna                           |
| 2001       | A Whiter Shade of Pale (EP)                                        | La Luna                           |
| 2003       | Harem (Cancao Do Mar)                                              | Harem                             |
| 2003       | Harem (Cancao Do Mar) (remixes)                                    | Harem                             |
| 2003       | What You Never Know                                                | Harem                             |
| 2004       | Free                                                               | Harem                             |
| 2007       | I Will Be With You (Where the Lost Ones Go) (feat. Chris Thompson) | Symphony                          |
| 2007       | Running                                                            | Symphony                          |
| 2007       | Pasión (feat. Fernando Lima)                                       | Symphony                          |
| 2012       | Angel                                                              | Dreamchaser                       |
| 2012       | One Day Like This                                                  | Dreamchaser                       |

### Бутлеги
- Diva Dance: Remixes (2001)
- Harem: remixed (2004)

### DVD
- Sarah Brightman in Concert at The Royal Albert Hall (1997)
- Christmas in Vienna (1998)
- One Night in Eden (1999)
- La Luna: Live in Concert (2000)
- The Sarah Brightman Special: Harem a Desert Fantasy (2004)
- The Harem World Tour: Live from Las Vegas (2004)
- DIVA: The Video Collection (2006)
- Symphony! Live in Vienne (2008)
- The Phantom of the Opera 25 Anniversary at the Royal Albert Hall (2011)
- Dreamchaser in Concert (2013)

## Фильмография
| Год  |   | Русское название         | Оригинальное название   | Роль                          |
| ---- | - | ------------------------ | ----------------------- | ----------------------------- |
| 1989 | ф |                          | Granpa                  | песня «Make Believe» в титрах |
| 2000 | ф |                          | Zeit Der Erkenntnis     | В роли себя                   |
| 2008 | ф | Рипо! Генетическая опера | Repo! The Genetic Opera | Слепая Мэг                    |
| 2009 | ф | Амальфи: Награды богини  | Amalfi                  | В роли себя                   |

### Официальное
- Официальный сайт Сары Брайтман Архивная копия от 12 сентября 2018 на Wayback Machine
- Канал на YouTube
- [gplus.to/SarahBrightman Профиль на Google+]
- Профиль на Pinterest
- Профиль на Tumblr

### Другие англоязычные ресурсы
- Дискография на SonyBMG Masterworks
- Фан-сайт Джоанны
- Фан-сайт Aemilius

### Русскоязычные сайты
- www.sarah-brightman.name — Фан-сайт
- www.sarahbrightman.org.ua — Украинский фан-сайт Сары Брайтман